# Ubaldo Gardini
Ubaldo Gardini (Poggio Renatico, 18 dicembre 1924 – Ferrara, 24 novembre 2011) è stato un musicista maestro di canto italiano che insegnò alla Royal Opera House di Londra, alla Metropolitan Opera House di New York e all’Università delle Arti di Tokyo..

## Biografia
Nato da una famiglia benestante, ereditò l'interesse per la musica da suo padre Angelo, fisarmonicista autodidatta. Iniziò da bambino lo studio del violino e si perfezionò al Conservatorio Frescobaldi di Ferrara, dove proseguì studiando viola, pianoforte, composizione, contrappunto, armonia-accordo. A 17 anni conobbe Pietro Mascagni che volle tenerlo sotto la sua tutela artistica.
Durante gli anni della seconda guerra mondiale ottenne il diploma di annunciatore radiofonico e cominciò ad occuparsi di radiodiffusione, scrivendo anche per la rivista “Musica e registrazione".
Nel 1946 si trasferì a Firenze dove cominciò a dare occasionalmente lezioni di canto lirico, ma mantenne l'impegno nello studio conseguendo nel 1949 il diploma dell'ultimo grado presso il Conservatorio di Ferrara. Sempre a Firenze, nel 1952 entrò come violinista a far parte dell'orchestra del Caffè Paszkowski. Qui ebbe modo di conoscere Victor de Sabata, direttore artistico del Teatro alla Scala, Lamberto Gardelli, Renata Tebaldi e Tito Gobbi; tuttavia l'incontro che avrebbe cambiato la sua vita fu quello con l'australiana Sylvia Fisher, soprano drammatico principale al Covent Garden di Londra. Colpito dalla Fisher, volle andare a Roma ad assistere alla sua prima interpretazione di Sieglinde ne La Valchiria di Wagner e, l'anno dopo, a Londra nel Tristano e Isotta.
Di qui decise di rimanere a vivere nel Regno Unito, sposando il soprano all'inizio del 1954. Nel frattempo svolgeva la sua collaborazione come maestro di canto con vari teatri, tra cui, in questi anni, la Scala per L'elisir d'amore. Per affermarsi a Londra come istruttore di italiano impiegò quasi un decennio, durante il quale impartiva lezioni private ai numerosi cantanti che ne facevano richiesta.
Solo nel 1963 si impose come collaboratore fisso con il Covent Garden in qualità di italian language coach, ossia di preparatore all'interpretazione delle opere liriche in lingua italiana. Sempre come coach, prese parte nel 1967 al Festival di Glyndebourne e l'anno successivo collaborò con Sir Colin Davis alla prestigiosa edizione discografica dell'Idomeneo di Mozart, pubblicata dalla Philips. In tutta la sua carriera si conta una serie di interventi per una cinquantina di incisioni, quasi tutte realizzate per la Philips e la Decca, e 28 edizioni in DVD sempre di opere liriche. Sono noti anche alcuni articoli accademici, fra cui un Trattato d'armonia della musica e un'analisi sulle diverse versioni della Madama Butterfly.
Oltre che come preparatore vocale, negli stessi anni Gardini si occupò della messa in scena di alcune opere mozartiane con libretto italiano: Le nozze di Figaro, Don Giovanni, Così fan tutte.
Nel 1981 divorziò dalla Fisher e chiuse l'incarico con il Covent Garden. In quel periodo aveva conosciuto l'ungherese Eva Kondra, costumista a Glyndebourne. Dal loro legame sentimentale nacquero tre figli: Angelo, Susanna e Michele, rimasti a vivere con la madre a Brighton quando lui decise di trasferirsi a New York dove, oltre a svolgere il lavoro di preparatore al canto lirico al Metropolitan, firmò un contratto come secondo direttore d'orchestra e produttore che lo tenne impegnato fino al 1984. Successivamente fu nominato professore anche alla Juilliard School.
Nel settembre dello stesso anno fu invitato a Tokyo come visiting professor di Opera italiana all'Università delle arti e della musica. In tale occasione, curò la supervisione all' Idomeneo e, l'anno dopo, al Don Giovanni. Qui incontrò la donna che sarebbe diventata la sua seconda moglie, Reiko Sakuma, che ne ha custodito la memoria dopo la sua scomparsa. Sebbene a Tokyo non lavorasse più con cantanti di livello internazionale, Gardini contribuì a far conoscere l'Opera italiana superando le differenze culturali e organizzando corsi con nomi celebri come Placido Domingo e Frederica von Stade ampliando gli orizzonti dei suoi studenti, molti dei quali proseguirono la carriera con successo.
Nel 2004, a ottant'anni, Gardini si dimise dalla docenza in Giappone per motivi di età ma, tornato in Italia, non poté rifiutare la proposta di insegnanti e cantanti di organizzare corsi estivi presso la sua casa natale a Poggio Renatico. Convertita la casa in ufficio, dal 2005 in poi tenne corsi fino a che fu in grado di continuare a insegnare. La sua ultima produzione risale al 2007, quando organizzò e diresse Le nozze di Figaro per celebrare il centenario dell'Università di Tokyo. La rappresentazione andò in scena, con un tutto esaurito, nel Tokyo Bunka Kaikan, il più rinomato teatro d'opera della città.
Una parte della sua biblioteca, costituita da più di 3000 volumi, fra partiture e libri, spesso arricchiti da fitte notazioni di suo pugno, fu donata alla biblioteca del Conservatorio di Vienna; a Tokyo furono affidate le copie annotate dal maestro e messe a disposizione degli studenti dell'Università musicale. All'Opera Academy di Verona fu donato il suo pianoforte e un'altra cospicua parte della sua collezione di libri, spartiti, libretti d'opera e dischi.
Nel maggio 2014, il Comune di Poggio Renatico, in presenza della vedova e di numerose personalità, ha conferito la cittadinanza benemerita a Ubaldo Gardini «per essersi particolarmente distinto nel proprio campo artistico a livello internazionale».